# Устрики-Долішні (станція)
Устрики-Долішні — залізнична станція Польських залізниць.
Розташована на лінії Самбір — Стар'ява — Коростенко — Загір'я у місті Устрики-Долішні. Найближча станція Коростенко (8 км) на схід та Угерці (19 км) на захід. 

## Рух
У 2010-2022 пасажирський рух був відсутній, здійснювався лише до станції Угерці за 19 км на захід від Устриків-Долішніх. 12 червня 2022 року Polregio відновив рух регіональних поїздів на ділянці Сянок - Устрики-Долішні. 16 липня того ж року інший перевізник, Товариство локальних залізничних перевезень запровадило рух цим же маршрутом із більшою кількістю пар поїздів.
Відтак, станція є початковим та кінцевим пунктом регіональних поїздів. 